# Calatholejeunea paradoxa
Calatholejeunea paradoxa är en bladmossart som först beskrevs av Victor Félix Schiffner, och fick sitt nu gällande namn av Karl von Goebel. Calatholejeunea paradoxa ingår i släktet Calatholejeunea och familjen Lejeuneaceae. Inga underarter finns listade i Catalogue of Life.